# Georges Leekens
Georges Leekens  (Meeuwen, 1949. május 18. –) belga válogatott labdarúgó, edző. Szövetségi kapitányként a belga labdarúgó-válogatott, az algériai labdarúgó-válogatott, a tunéziai labdarúgó-válogatott és a magyar válogatott kispadján is dolgozott. Klubmenedzserként Belgiumban, Törökországban Tunéziában és Szaúd-Arábiában is megfordult.

## Pályafutása

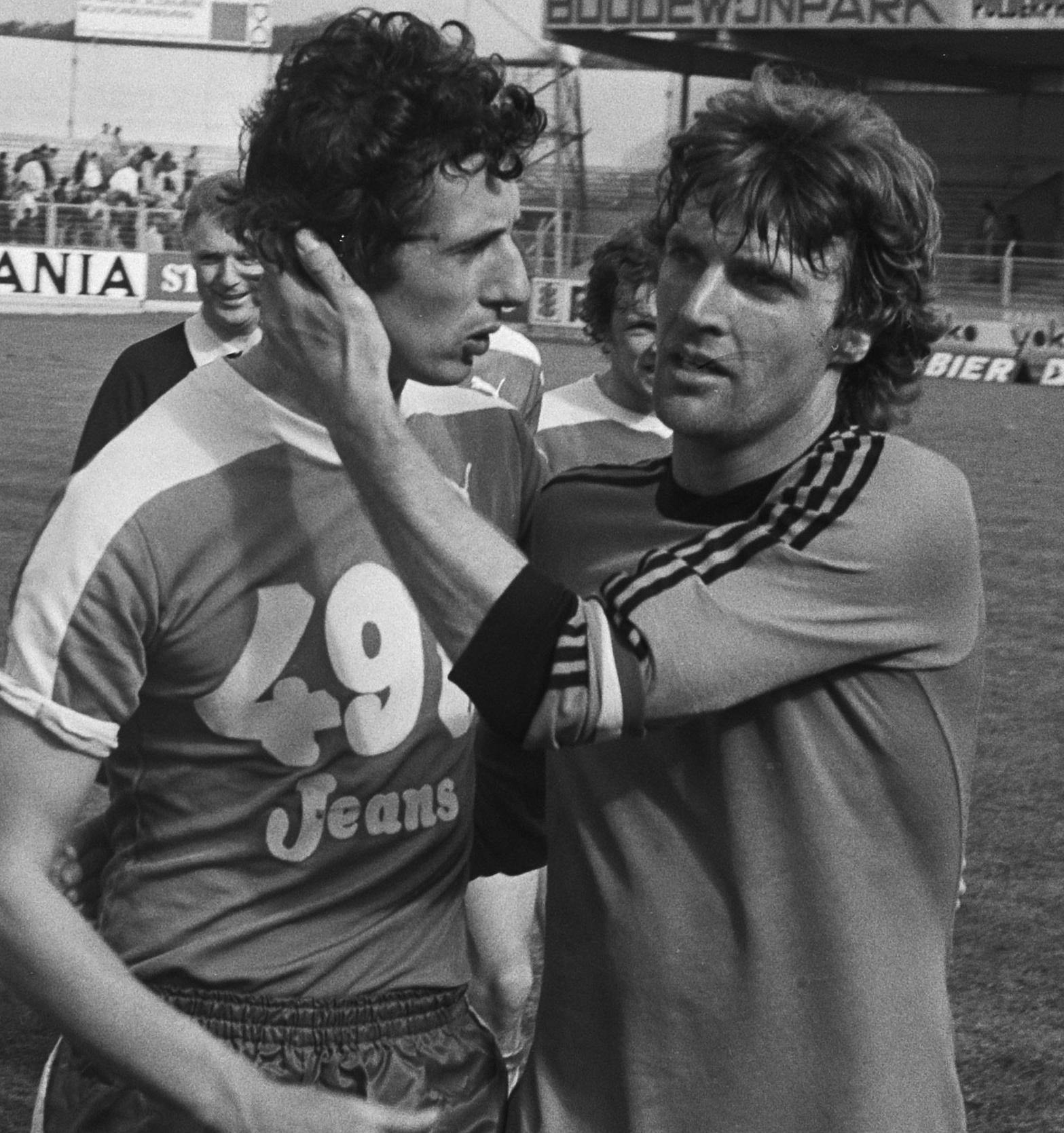
Leekens (balra) Ruud Krollal 1978-ban.

### Játékosként
Leekens a Sporting Houthalennél kezdte pályafutását, majd megfordult a Dessel Sportnál és a Crossing Clubnál is.
1972-ben igazolt a Club Brugge-höz, ahol kilenc idényt töltött el. Ez idő alatt ötször nyert bajnoki címet és egyszer belga kupát. 1975 és 1978 között három alkalommal szerepelt a belga válogatott színeiben.

### Vezetőedzőként
1984-ben Leekenst nevezték ki a Cercle Brugge edzőjének, ahol még abban a szezonban kupagyőzelmet ünnepelhetett. 1987-ben az Anderlecht irányítását vette át, de 1988 februárjában távozott. Egy rövid kortrijki kitérőt követően a Club Brugge kispadjára ült le, 1990-ben pedig bajnoki címig vezette a csapatot, majd a rá következő szezonban szuperkupát és kupát nyert a bruggeiekkel. 1990-ben az év edzőjének választották.
Ezt követően a KV Mechelen és a török Trabzonspor csapatát irányította. A Mouscron vezetőedzője volt, amikor felkérték a belga válogatott szövetségi kapitányának. Kivezette hazája csapatát az 1998-as világbajnokságra, miután az íreket két mérkőzésen felülmúlták a pótselejtezők során. A tornán nem jutottak tovább a csoportból. Leekenst pedig menesztették a pozíciójából. 2009. május 29-én hároméves szerződést kötött a Kortrijkkel.
2010. május 11-én másodszorra is kinevezték belga szövetségi kapitánynak, ekkor két évre írt alá. 2011. április 12-én bejelentették, hogy a Leekens szerződését 2014-ig meghosszabbították, miután a csapat biztatóan szerepelt a 2012-es Európa-bajnoki selejtezőkön. Ennek ellenére 2012. május 13-án bejelentették, hogy a Club Brugge irányítását veszi át, miután nem töltötte ki szerződését a belga válogatott élén. Néhány hónap elteltével, a gyenge eredmények következtében menesztették.
2014 márciusában a tunéziai válogatott szövetségi kapitánya lett, eredetileg két évre szóló szerződéssel. A csapat kijutott a 2015-ös afrikai nemzetek kupájára, ahol a negyeddöntőben esett ki. 2015 júniusában távozott a válogatottól, miután a szövetség négy hónap elteltével sem fizette ki a tornával kapcsolatban ígért bónuszokat.
2016-ban az algériai válogatott szövetségi kapitánya lett, akiket kivezetett a 2017-es afrikai nemzetek kupájára. Ott nem jutottak tovább a csoportból, így nem folytatta munkáját. Ezt követően szóba került a neve a ruandai kapitányi poszttal kapcsolatban is.
2017. október 30-ától 2018. június 19-éig Leekens a magyar labdarúgó-válogatott szövetségi kapitánya volt. 2018. október 11-én a tunéziai Étoile du Sahel vezetőedzője lett.
2019 januárjában az iráni élvonalban szereplő Tractor Sazi vezetőedzője lett.

## Sikerei, díjai

### Játékosként
- Club Brugge
  - Belga bajnok: 1972–73, 1975–76, 1976–77, 1977–78, 1979–80
  - Belga kupa: 1976–77

### Edzőként
- Cercle Brugge
  - Belga kupa: 1984–85
- Club Brugge
  - Belga bajnok: 1989–90
  - Belga kupa: 1990–91
  - Belga szuperkupa: 1990

## Statisztika

### Mérkőzései a belga válogatottban
| Belgium | Belgium              | Belgium                       | Belgium       | Belgium  | Belgium  | Belgium        | Belgium | Belgium |
| #       | Dátum                | Helyszín                      | Hazai         | Eredmény | Vendég   | Kiírás         | Gólok   | Esemény |
| ------- | -------------------- | ----------------------------- | ------------- | -------- | -------- | -------------- | ------- | ------- |
| 1.      | 1975. november 15.   | Párizs, Parc des Princes      | Franciaország | 0 – 0    | Belgium  | Eb-selejtező   | -       |         |
| 2.      | 1976. április 25.    | Rotterdam, Feijenoord Stadion | Hollandia     | 5 – 0    | Belgium  | Eb-negyeddöntő | -       |         |
| 3.      | 1978. szeptember 20. | Lokeren, Daknamstadion        | Belgium       | 1 – 1    | Norvégia | Eb-selejtező   | -       |         |
|         | Összesen             |                               |               | 3        | mérkőzés |                | 0       | gól     |

### Mérkőzései magyar szövetségi kapitányként
| Magyarország | Magyarország      | Magyarország                          | Magyarország     | Magyarország | Magyarország | Magyarország | Magyarország | Magyarország |
| #            | Dátum             | Helyszín                              | Hazai            | Eredmény     | Vendég       | Kiírás       | Gólok        | Esemény      |
| ------------ | ----------------- | ------------------------------------- | ---------------- | ------------ | ------------ | ------------ | ------------ | ------------ |
| 1.           | 2018. március 23. | Budapest, Groupama Aréna              | Magyarország     | 2 – 3        | Kazahsztán   | barátságos   | -            |              |
| 2.           | 2018. március 27. | Budapest, Groupama Aréna              | Magyarország     | 0 – 1        | Skócia       | barátságos   | -            |              |
| 3.           | 2018. június 6.   | Breszt, Regionaler Sportkomplex Brest | Fehéroroszország | 1 – 1        | Magyarország | barátságos   | -            |              |
| 4.           | 2018. június 9.   | Budapest, Groupama Aréna              | Magyarország     | 1 – 2        | Ausztrália   | barátságos   | -            |              |
|              | Összesen          |                                       |                  | 4            | mérkőzés     |              | 0            | gól          |